# 天泉湖镇
天泉湖镇是中华人民共和国江苏省淮安市盱眙县下辖的一个镇。
2015年5月18日，江苏省人民政府批复同意撤销王店乡，以原王店乡行政区域设立天泉湖镇，并将桂五镇宝塔村划归天泉湖镇管辖。天泉湖镇人民政府驻王店街50号。
2018年7月将原仇集镇的凤山、龙山2个村委会和长港居委会划归天泉湖镇管辖

## 行政区划
天泉湖镇下辖以下村级行政区划单位：
宝塔村、王店社区、古城社区、民建村、北山村、陡山村、安乐村、化农村、杨山村、甲山村、杜山村、西湖村、梁郢村、樊岗村、范墩村和范桥村。